# Ольгополь (Николаевская область)
Ольго́поль (укр. Ольгопіль) — село в Еланецком районе Николаевской области Украины.
Основано в 1772 году. Население по переписи 2001 года составляло 656 человек. Почтовый индекс — 55525. Телефонный код — 5159. Занимает площадь 1,36 км².

## Местный совет
55525, Николаевская обл., Еланецкий р-н, с. Ольгополь, ул. Ленина, 1